# 川谷拓三
川谷 拓三（かわたに たくぞう、1941年〈昭和16年〉7月21日 - 1995年〈平成7年〉12月22日）は、日本の俳優。本名は仁科 拓三（にしな たくぞう・旧姓：川谷）。愛称は拓ボン。
大部屋俳優から上り詰め、昭和を中心に活躍した名優の一人。仁科貴は長男、仁科扶紀は長女、仁科熊彦は岳父、岡島艶子は丈母にあたる。大叔父（実母の叔父）に伊沢一郎がいる。

## 来歴

### 生い立ち
父・川谷庄平は1915年に17歳で日活京都にカメラ助手として入社、牧野省三作品や尾上松之助の映画を撮り、1927年に日活を退社するまでに、主に築山光吉とコンビで237本の映画を撮影したカメラマンで1975年没。享年77。母・二三子は女優という映画関係の家族の四男一女の三男として満洲新京（長春）で生まれた。
敗戦により6歳のとき一家で満洲から引き揚げ、安芸市（当時・安芸郡安芸町）に住む。当時、父は定職がなく、市内の映画館・太平館の自転車預かり所に働く母が生計を支えていた。川谷自身も安芸小学校3年のときから母のもとへ出入りしてバイトを始め、放課後はポスター貼り、看板のかけ替え、夜は自転車預かりをしながら映画に親しんだ。市立安芸中学に入学した頃、マーロン・ブランドの『乱暴者』(あばれもの)を見て、自分も映画俳優になろうと決意し、中学卒業後の1957年4月に京都へ向かった。俳優志望であったが、氷屋での丁稚時代が2年間程続いた。

### 俳優としての活動
1959年秋に18歳で第二東映のエキストラ・グループに入り、美空ひばり主演の東映作品『ひばり捕物帖 振り袖小判』で死体役としてデビューする。半年後、東映京都撮影所の大部屋俳優募集に応じ、1960年4月入社。日当250円。斬られ役、殺され役専門で1日3回も死体を演じていた。大部屋時代の仲間である福本清三とは、この頃に同じアパートに同居していた。1963年10月6日に自身に4歳年上で大部屋仲間の女優の仁科克子と結婚し、仁科家の婿養子となった。役らしい役がついたのは1964年の『三匹の浪人』からであった。1965年からぽつぽつ役名もつき、1967年の『日本侠客伝・斬り込み』でマキノ雅弘から初めて台詞をもらう。出演を重ねる一方、この頃の川谷は叔父である俳優の伊沢一郎や女優の中村メイコ・俳優の大川橋蔵・鶴田浩二・香山武彦・内田良平らの付き人をしていた。
1971年の『懲役太郎・まむしの兄弟』、ATG作品『鉄砲玉の美学』、東映作品『現代やくざ 血桜三兄弟』と、中島貞夫が川谷を起用し、『現代やくざ 血桜三兄弟』では日本映画初の全身火だるまになる役を体当たりで演じ、1974年には『史上最大のヒモ・濡れた砂丘』で初主演を果たした。
前後して1973年の『仁義なき戦い』の第1作で演じた、ヤクザ・江波亮一役の死にっぷりが深作欣二監督に認められて次作への出演が決まり、以降同シリーズに出演。第2作『仁義なき戦い 広島死闘篇』ではモーターボートで海中を引きずり回された挙句、木に吊るされピストルやライフルの標的にされて無残な死を遂げたチンピラに扮した。第3作『仁義なき戦い 代理戦争』では出演予定されていた荒木一郎の降板により急遽代役を選考するなか、山城新伍・成田三樹夫・渡瀬恒彦ら出演者の推薦もあり、女に捨てられ敵に抱き込まれるチンピラ・西条勝治を演じた。川谷もこの作品で初めて名前がポスターに載り、川谷にとっては至福の瞬間であった。『県警対組織暴力』（1975年）ではチンピラヤクザである松井卓を演じ、菅原文太・山城の両刑事に取調室でいたぶられる迫真の演技によって京都市民映画祭の助演男優賞を受賞した。この頃まではまだ撮影所だけで通用する金券でメシを食いつなぐ程貧乏だったという。深作欣二監督は『新仁義なき戦い』3部作（1974年 - 1976年）、『資金源強奪』（1975年）、『やくざの墓場 くちなしの花』『暴走パニック 大激突』（1976年）、『ドーベルマン刑事』（1977年）と川谷を配役し続け、その存在が次第に大きく認知されていくこととなった。
『県警対組織暴力』の出演後、川谷は東京で飲んでいた時に偶然来客していたショーケンこと萩原健一から「『県警対組織暴力』、見ましたよ。松井卓（役名）、よかったですね。今度一緒に仕事をしましょう」と声をかけられた。川谷も社交辞令だと思っていたが、プロデューサーを通じて同年10月にテレビドラマ『前略おふくろ様』に出演。同じ東映の名バイプレーヤー・室田日出男とともに鳶職人・利夫として出演した。同ドラマでは本物の酒が使われ、川谷、室田のコンビは酒癖がわるく、萩原健一も災難にあうことになる。このコンビは1976年の映画『トラック野郎・望郷一番星』にもコンビで警官役を演じた。以後、本作をきっかけにお茶の間にも広く知られるようになった。
1975年には、室田や大部屋仲間の志賀勝・岩尾正隆らと酒飲み仲間としての集まりでピラニア軍団を結成（⇒ #人物・交友）。テレビや雑誌などで特集を組まれ、ピラニア軍団の総出演の映画の企画の一つとして翌1976年公開の『河内のオッサンの唄』で一般映画の初主演を果たし、同年『河内のオッサンの唄 よう来たのワレ』や『ピラニア軍団 ダボシャツの天』（1977年）にも主演した。また、この頃から「真面目だけどどこか抜けている役」のオファーが増え始める。
平尾昌晃ファミリー・プロの取締役だった島野功緒は、「川谷は1970年後半、東映所属のまま、歌だけは平尾昌晃ファミリー・プロが面倒を見ていた。その歌の担当ディレクターに焚きつけられ、東映から独立し、その人と二人で芸能事務所を構えた。事務所を維持するため、高額のギャラを要求するようになり、岡田茂東映社長が『川谷の主演映画に100万円（ギャラ）を出した。それまでに比べたら破格だよ。ところが奴さん、うれしそうな顔もしない。影で誰かが悪知恵を付けてるんだな、困ったものだ』と憮然としていたことがある。川谷と話す機会があって聞いたら、川谷は『酷い話です。オレが仕事が終わってレストランに行くとあの人がビフテキを食べてる。オレも…って言ったら、お前もかい、10年早いんじゃないの、と言われました。冗談にしても酷い。今はどんな人間も信用できない心境です』と言った。案の定、1年持たずにこのプロデューサーと別れた」と語っている。

### 名バイプレイヤーとして
大部屋俳優として専属契約していた東映から独立し、それと前後して活動の拠点を東京に移し1978年のNHK大河ドラマ『黄金の日日』や、『愛の亡霊』に出演。川谷が大ブレイクしたのは『黄金の日日』出演が切っ掛け。日本中どこへ行っても「ゼンジュボウ！（杉谷善住坊）」「ドンベイ（どん兵衛）！」などと声を掛けられるようになった。テレビの仕事がどっと舞い込み、1979年には『さらば映画の友よ インディアンサマー』に主演した他、同年夏にはそれまで2本掛け持ちもしたことがなかったが、『不毛地帯』（MBS）『家族サーカス』（CX）『やる気満々』（TBS）とテレビドラマ3本を掛け持ち。CMは10社以上からオファーがあったという。
1980年には刑事ドラマ『警視-K』（日本テレビ）にレギュラー出演（第9話まで）。1980年5月23日放送『徹子の部屋』出演。『ダウンタウン物語』（1981年、日本テレビ）では貧乏牧師というシリアス役を演じ、1982年には、桜中学シリーズ・『3年B組貫八先生』（TBS）に主演、苦労人の担任教師・神崎貫八を演じた。
映画では『キッドナップ・ブルース』（1982年）、『真夜中のボクサー』（1983年）、『伽耶子のために』（1984年）など助演したのち、1985年には『薄化粧』と『ビルマの竪琴』の演技によって、第9回日本アカデミー賞の優秀助演男優賞を受賞した。『男はつらいよ 柴又より愛をこめて』にもゲスト出演し、愛妻に先立たれロシア語辞典編集に携わる堅物の父親役を演じた。1987年には『塀の中の懲りない面々』に出演し、弱虫なのに反抗心旺盛の出っ歯の囚人を演じ、1988年には、村祭りの事故で寝たきりになる父を演じた『母』と『つる -鶴-』に出演し、再び第12回日本アカデミー賞の優秀助演男優賞を受賞した。
テレビドラマでは、大河ドラマ『山河燃ゆ』（1984年）、『國語元年』（1985年）、銀河テレビ小説『月なきみ空の天坊一座』（1986年）、NHK連続テレビ小説『チョッちゃん』（1987年）などNHK作品にも立て続けに出演した。『風よ、鈴鹿へ』（1988年）では鈴鹿8耐に毎年連続参戦していた実在のレーサー・千石清一を好演した。

### 晩年
『座頭市』（1989年）、『陽炎』（1991年）、『継承盃』（1992年）にも出演。映画『撃てばかげろう』（1991年）ではスケジュールの関係で断っていたものの、原作者の野村秋介から直々に毛筆でしたためた出演オファーの手紙をもらい、台本を読んでみて、かつて川谷が演じたことのないヤクザ像が描かれており、この作品をいたく気に入り快諾し、出演する。『おろしや国酔夢譚』（1992年）、SF青春映画『はるか、ノスタルジィ』（1992年）、『首領を殺った男』（1994年）、『プロゴルファー 織部金次郎2 〜パーでいいんだ〜』（1994年）など幅広く活躍していた。
第二次世界大戦の太平洋戦線において過酷を極めたフィリピン戦線の傷跡をドキュメンタリー形式でたどるドラマ『北緯15°のデュオ〜日本初の神風特別攻撃隊の軌跡〜』（1991年、日本映画復興会議奨励賞受賞）やテレビ東京の年末特別企画番組『チャイナ・オリエント急行、中国横断3700キロ 〜川谷拓三心の旅〜』（1991年）などにも主演。NHKの『歴史誕生 / 地球を測った男』（1991年）では主役の伊能忠敬役を、同じくNHKの『歴史ドキュメント・桜田門外の変』（1993年）では主役の関鉄之介役を演じる。
トーク番組やバラエティ番組（後述）にも多く出演しており、日本テレビ『EXテレビ』の「芸能才人図鑑」のコーナーにゲスト出演（1993年）、『いつみても波欄万丈』（1994年5月8日放送）、『痛快!明石家電視台』などにゲスト出演した。
1995年6月下旬に体調を崩し7月に東京の病院に検査入院を行った。川谷も10月からは京都に移り、京大付属病院に入院するが12月22日午後8時30分、肺癌のため死去した。54歳没。川谷を見出した深作欣二監督や、映画・CMともに共演した山城など多くの役者仲間や映画関係者が川谷のその死を惜しんだ。川谷の死後も情報番組『驚きももの木20世紀』（1996年5月10日放送、『銀幕悲歌〈エレジー〉 川谷拓三物語』）や『知ってるつもり?!』（1997年12月14日放送）にも川谷の生涯が紹介され、妻・克子原作によるスペシャルドラマ『かんにんな…川谷拓三と家族が歩んだ愛と涙の200日』（1996年9月17日放送）では、克子の視点で描かれた晩年の川谷をドラマにしており、川谷役を平田満が演じた。
病床では書道を好んで、中国戦国時代の詩人・屈原の漢詩「漁父辞」の一句「衆人皆酔我独醒（衆人皆酔い、我ひとり醒めたり）」を独特の字体でしばしば書いている。また入院中は多くの見舞客が訪れたが、本人は病気の辛さを見せないよう常に明るく振る舞ったという。

## 人物・交友
1975年にピラニア軍団の結成式が大阪市の御堂会館で催された際には千葉真一・渡瀬恒彦・深作欣二が立会っており、千葉は舞台に上がらず、カメラ片手に客席からメンバーに声をかけて、場を盛り上げていた。「ワシ、生まれて初めてこんな派手なスポットライトを浴びましたわ、ホンマおおきに！」と、川谷は千葉へ感謝しながら号泣していた。
長兄が癌を患い余命宣告を受けたが、長兄は鶴田浩二の大ファンだった。何とか見舞いに来てもらえるよう両親が川谷に懇願するも、大部屋俳優が大スターに声をかけるなど決してできなかった。しかし病気に苦しむ長兄をなんとかしてやりたい両親の気持ちを慮った川谷は意を決して、会合で酒を飲んでいる鶴田の席へ行き、「自分の兄が死にそうなんです。兄は鶴田先生の大ファンなんです。どうしても死ぬ前に先生に会いたがっているんです。どうか兄に一目会ってもらえませんでしょうか。お願いします！」と頭を下げると「ワシの顔見て、死んで行けるんならそれも供養や。行ってやるよ」と酒の席を中座して、長兄の入院する病院へ駆けつけた。鶴田と会うことのできた長兄は数時間後に息を引き取ったが、死顔は安らかで満足そうであったという。これが縁で鶴田の付き人となり、鶴田の複数の主演映画で端役のチンピラを演じた。1972年『日本暴力団 殺しの盃』では冒頭の賭博場荒らしのシーンで、岩尾正隆と共にチンピラに扮し、長く映りたいがために、刺されても撃たれてもなかなか死なずにのたうち回る演技をした。しかしその後、長兄の件では終始感謝していたが、ギャラ問題やピラニア軍団設立などで、鶴田と絶縁状態となってしまう。それでも川谷が亡くなる4か月前、すでに体調が思わしくなかったにもかかわらず、恩人鶴田の特集ということで『もう一度会いたい あの人・あの芸 鶴田浩二』（1995年8月10日放送）にゲスト出演したほか、自身の死の数日前収録された『この人この芸 鶴田浩二』の司会を単独で務め、鶴田との思い出話を語っている。
牧口雄二とは助監督時代から親しくしており、川谷が俳優としてお茶の間で人気が出だした頃に牧口の監督昇進を知り、出演希望をするもデビュー作『玉割り人ゆき』は超低予算だったため、とても川谷が出演できる状況ではなかったが、親交のある牧口のためにノーギャラで出演をした。それも、かなり出番の多い敵役で事実上の準主役である。その後、『戦後猟奇犯罪史』『徳川女刑罰絵巻 牛裂きの刑』などに主演したほか、日程があわない場合もカメオ出演するなど牧口とのコンビは続いている。川谷の死後、『知ってるつもり?!』（1997年12月14日放送）で生涯が紹介された時、親交のあるゲストのひとりとして牧口が出演した。
テレビ出演により、お茶の間で認知された当時は漫画の世界にも川谷のイメージモデルとしたキャラクターが数多く登場した。
- 小山ゆうのボクシング漫画『がんばれ元気』（1976年 - 1981年）では主人公・元気の通うボクシングジムの先輩・山谷勝三。
- 林律雄・大島やすいち作による当時人気を博した刑事漫画『おやこ刑事』（1976年 - 1981年）では『フィルムの証言』の挿話で登場する容疑者となる俳優・山谷拓二。
- 小池一夫・神江里見作による異性に関心を持つ思春期の多感な中学生の日常を描いた『青春チンポジュウム』（1977年 - 1980年）に登場する主人公三人組の中学生の一人・鈴木重信（ジューシン）。

など。

## 芝居に関して
大部屋俳優として17年間もの長い下積みを経験し、どんなに小さな役や汚れ役でも引き受けた。川谷はとある自著で「実家は貧乏だったけど、おふくろは雑草のように逞しかった。ガキの頃からそういうおふくろの姿を見ていたから、斬られてドブ川に叩き込まれる役でも積極的に演じることができたんだと思う」と記している。
セリフのあるヤクザの役をもらった当初、ヤクザの具体的な振る舞いがイメージできなかった。ヤクザの所作を学ぶため、川谷は酒を飲んでわざと本物のヤクザ相手にケンカを吹っ掛けた。その時の相手の口調や殴り方、殴られ方を覚えて、その後のヤクザ役の芝居に役立てた。
セリフ覚えが下手で、そこで酒を飲み、さらに頭が混乱し、本番ではいかれたサンマみたいな目で挑んだ。川谷をスターダムに押し上げた『前略おふくろ様』の初収録では、極度の緊張でNGを連発し、収録が徹夜になり、憔悴した無残な姿をさらけた。川谷の抜擢は萩原健一の要請だが、原案の倉本聰が中島貞夫と盟友で、中島が川谷と室田日出男の実生活でのエピソードを倉本に伝え、倉本は二人のキャラ設定にそれを活かした。川谷とCMでのコンビと言うと長く放送された日清食品『どん兵衛』の山城新伍イメージが強いが、初CMは室田とのニッカウヰスキーのCMである。
初主演映画「河内のオッサンの唄」はヒットしたが、本人は「良い結果が来れば必ずその後反動が来る」との思いからあまり喜ばなかった。
自分の内面を語ることは少なかったが、撮影現場ではいい作品にするため積極的に意見を口にした。とある自著で川谷は、「原作者や脚本家の先生の意見と俺の意見を戦わせることで、いい作品が仕上がっていくと思っている」と記している。
長男・仁科貴によると、「自宅には当時父の勉強部屋があり、様々な映画のビデオを見て演技を勉強していました。でも父は自分が努力したり演技に苦しんだりする姿を誰にも見せませんでした。世間ではよく『川谷拓三は笑顔が印象的』と言われますが、もしかすると父は努力や苦悩を悟られないため、できるだけ笑顔でいたのかもしれません」と語っている。

## エピソード
『ダウンタウンDX』の第1回放送（1993年10月21日）のゲストとして菅原、山城とともに出演したが、川谷のそのシャイで謙虚な人柄に感銘を受けたダウンタウンの2人と意気投合（2人は『仁義なき - 』の大ファン）、愛用の品を2人に譲るなど、親交を交わした。二度目のゲスト出演の時（1995年8月17日放送）は単独のゲスト出演を果たした。『必殺からくり人』（第1シリーズ）の主題歌『負犬の唄』（まけいぬのブルース）を歌っているが、『ダウンタウンDX』(1995年）のときに浜田雅功から「ボク、川谷さんの『負犬の唄』のレコード持ってますよ」と言われ、「え、そうなの。それ、ボクも持ってないんよ。今度ちょっと貸してよ」と浜田に頼んだ。
亡くなる数か月前のTBS『オールスター感謝祭'95超豪華！クイズ決定版この春お待たせ特大号』（1995年4月1日放送）にも出演している。赤坂5丁目水泳大会にも出場し、ハンデをもらいはしたものの、前回の雪辱を果たす優勝を遂げている。
唐沢民賢の行きつけの飲み屋で「おんどれ、コラ、なんぼのもんじゃい！」と客に絡んで大暴れした。唐沢は荒っぽい東映の役者として、川谷と有川正治、西田良を挙げている。
映画『マルサの女』でキャスティングされ、ロケハンや税務署見学等の撮影開始前の段階で終始不機嫌な態度で対応する川谷に業を煮やしたスタッフから報告を受けた伊丹十三監督は、「このままでは映画自体が上手く回らない」と川谷を降板させ、代役として大地康雄を抜擢したことを製作日記に記している。
映画『ビルマの竪琴』では、暑いタイでの過酷なロケとなったが、川谷は一切弱音を吐かなかった。作中で他の隊員たちと歌を歌うシーンがあるが、本人は共演した石坂浩二に「歌は苦手」と打ち明けていた。
東映の大部屋俳優だった22歳の頃に仁科克子と結婚し、その後長きに渡る不遇の時代を妻に支えられながら過ごした。1971年頃に家族で京都に引っ越し、少ない収入ではあったが2人の子供に恵まれ、幸せな家庭を築いた。
ボクシングのC級のライセンス（4回戦ボーイ）を持つ。
好角家で、プライベートで高砂部屋の前で三代目朝潮太郎とツーショット写真を撮ってもらったこともある。
1978年に東映を退所後、勝プロダクション(勝新太郎が設立した芸能事務所)に所属していた時期がある。
1995年秋に野川由美子らとの舞台「てにをはエレジー」に出演する予定だったが、入院により降板した。

## 出演作品

### 映画
- 十七人の忍者（1963年7月7日、東映） - 役人
- 十兵衛暗殺剣（1964年10月14日、東映） - 湖賊
- 監獄博徒（1964年10月21日、東映） - 大八車人足
- 新蛇姫様 お島千太郎（1965年9月18日、東映）
- 大阪ど根性物語 どえらい奴（1965年10月24日、東映） - 駕花の若い衆
- 花と竜（1965年11月20日、東映） - 四国の賭博客
- のれん一代 女侠（1966年4月10日、東映）
- 大忍術映画 ワタリ（1966年7月21日、東映） - 雲組の下忍
- 海竜大決戦（1966年12月21日、東映） - 大蛇丸の下忍
- 一心太助 江戸っ子祭り（1967年4月20日、東映） - 魚吉、博打借金取り
- 兄弟仁義　続・関東三兄弟（1967年5月20日、東映） - 不良学生、警官
- 日本侠客伝 斬り込み（1967年9月15日、東映）
- 銭形平次（1967年、東映）
- 続大奥(秘)物語（1967年、東映）
- 帰ってきた極道（1968年、東映）
- 日本侠客伝 絶縁状（1968年、東映）
- 極悪坊主 人斬り数え唄（1968年、東映）
- 人間魚雷 あゝ回天特別攻撃隊（1968年、東映） - 菱沼
- 旅に出た極道（1969年、東映）
- 戦後最大の賭場（1969年、東映）
- 関東テキヤ一家（1969年、東映）
- 極悪坊主 念仏人斬り旅（1969年、東映）
- 日本暗殺秘録（1969年、東映）
- 五人の賞金稼ぎ（1969年、東映） - 大関佐渡守の家来
- 渡世人列伝（1969年、東映）
- 極道釜ヶ崎に帰る（1970年、東映）
- 極悪坊主 念仏三段斬り（1970年、東映）
- シルクハットの大親分 ちょび髭の熊（1970年、東映）
- 女渡世人（1971年、東映）
- 関東テキヤ一家 喧嘩火祭り（1971年、東映）
- 極悪坊主 飲む打つ買う（1971年、東映）
- 懲役太郎 まむしの兄弟（1971年、東映）
- 傷だらけの人生（1971年、東映）
- 現代やくざ 血桜三兄弟（1971年、東映）
- 温泉みみず芸者 (1971年、東映)
- まむしの兄弟 お礼参り（1971年、東映）
- 日本暴力団 殺しの盃（1972年、東映）
- 昭和おんな博徒（1972年、東映）
- 日陰者（1972年、東映）
- 木枯し紋次郎（1972年、東映）
- 温泉スッポン芸者（1972年、東映）
- 博奕打ち外伝（1972年、東映）
- エロ将軍と二十一人の愛妾（1972年、東映） - ちょろ松
- 仁義なき戦いシリーズ （東映）
  - 仁義なき戦い（1973年、東映） - 江波亮一
  - 仁義なき戦い 広島死闘篇（1973年、東映） - 岩下光男
  - 仁義なき戦い 代理戦争（1973年、東映） - 西条勝治
  - 仁義なき戦い 頂上作戦（1974年、東映） - 警官A
  - 仁義なき戦い 完結篇（1974年、東映） - 守屋等
- 鉄砲玉の美学（1973年、ATG）
- まむしの兄弟 恐喝三億円（1973年、東映） - 国東仙吉
- ポルノ時代劇 忘八武士道（1973年、東映） - 黒鍬者
- ポルノの女王 にっぽんSEX旅行（1973年、東映） - 郷原
- 三池監獄 兇悪犯（1973年、東映） - 山崎元
- 女番長 感化院脱走（1973年、東映） - 刑事B
- やくざ対Gメン 囮（1973年、東映） - 皆川剛
- 恐怖女子高校 不良悶絶グループ（1973年、東映） - 徳丸
- 東京-ソウル-バンコック 実録麻薬地帯（1973年、東映） - 藤堂宗雄の部下
- 現代任侠史（1973年、東映） - 宇野
- 激突! 殺人拳（1974年、東映） - 大島
- 忘八武士道 さ無頼（1974年、東映）
- 学生やくざ（1974年、東映）
- まむしの兄弟 二人合わせて30犯（1974年、東映）
- 女囚やくざ（1974年、東映）
- ジーンズブルース 明日なき無頼派（1974年、東映） - 石松
- 山口組外伝 九州進攻作戦（1974年、東映）
- 唐獅子警察（1974年、東映）
- 三代目襲名（1974年、東映）
- 極道VSまむし（1974年、東映）
- 脱獄広島殺人囚（1974年、東映）
- 新仁義なき戦いシリーズ（東映）
  - 新仁義なき戦い（1974年、東映） - 玉井
  - 新仁義なき戦い 組長の首（1975年、東映） - 大阪の刑事A
  - 新仁義なき戦い 組長最後の日（1976年、東映） - 津川一成
- 日本任侠道 激突篇（1975年、東映）
- まむしと青大将（1975年、東映）
- 県警対組織暴力（1975年、東映）
- 玉割り人ゆき（1975年、東映）
- 喜劇 特出しヒモ天国（1975年、東映）
- 資金源強奪（1975年、東映）
- 暴動島根刑務所（1975年、東映）
- 暴力金脈（1975年、東映）
- 好色元禄㊙物語（1975年、東映）
- 極道社長（1975年、東映）
- 強盗放火殺人囚（1975年、東映）
- 実録外伝 大阪電撃作戦（1976年、東映）
- やくざの墓場 くちなしの花（1976年、東映）
- トラック野郎・望郷一番星（1976年、東映） - 台貫場の警官
- バカ政ホラ政トッパ政（1976年、東映）
- 狂った野獣（1976年、東映）
- 暴走パニック 大激突（1976年、東映） - 畠野作治
- 戦後猟奇犯罪史（1976年、東映） - 久保清一
- 徳川女刑罰絵巻 牛裂きの刑（1976年、東映）
- 広島仁義 人質奪回作戦（1976年、東映）
- 狭山裁判（1976年、東映）
- 河内のオッサンの唄シリーズ（1976年、東映） - 主演・徳田松太郎
- ピラニア軍団 ダボシャツの天（1977年、東映） - 主演・松田天
- 竹山ひとり旅（1977年、独立映画センター） - 泥棒の仙太
- ドカベン（1977年、東映） - 殿馬一人
- 日本の仁義（1977年、東映） - 前川修
- ドーベルマン刑事（1977年、東映） - 木下秀吉
- トラック野郎・突撃一番星（1978年、東映） - 矢野駿介
- 雲霧仁左衛門（1978年、松竹） - 山猫三次
- 愛の亡霊（1978年、東宝東和） - 堀田重五郎
- さらば映画の友よ インディアンサマー（1979年、キティ・フィルム） - 主演・ダンさん
- ミスターどん兵衛（1980年、東映） - 山谷拓二
- キッドナップ・ブルース（1982年、ATG）
- 真夜中のボクサー（1983年、東宝）
- 伽倻子のために（1984年、劇団ひまわり）- 林日俊
- ビルマの竪琴（1985年、東宝） - 伊東軍曹
- 男はつらいよ 柴又より愛をこめて（1985年、松竹） - 酒井文人
- 薄化粧（1985年、松竹） - 真壁一郎
- 幕末青春グラフィティ Ronin 坂本竜馬（1986年、東宝） - 桂小五郎
- 必殺! III 裏か表か（1986年、松竹） - 清原英三郎
- 十手舞（1986年、松竹） -まむしの弥助
- 塀の中の懲りない面々（1987年、松竹） - 山崎明
- 永遠の1/2（1987年、東宝） -赤い男（競輪友達）
- 女咲かせます（1987年、松竹） - 大耳清十郎
- つる -鶴-（1988年、東宝） - 馬右衛門
- 母（1988年、松竹） - 父
- 226（1989年、松竹） - 永田露曹長
- ハリマオ（1989年、松竹） - 谷玉吉
- 座頭市（1989年、松竹 / 勝プロ） - 旅の按摩
- 仔鹿物語(1991年) - 織屋太郎
- 撃てばかげろう(1991年、東映) - 海老塚三郎
- 本気!（1991年、東映）- 吉村喜八
- 北緯15°のデュオ（1991年、N&Nプロモーション） - 拓三、大西瀧治郎
- はるか、ノスタルジィ（1993年、東映） - 佐藤統策
- おろしや国酔夢譚（1992年、東宝） - 小市
- 継承盃 （1992年、東映） - 繁田強三
- エンジェル 僕の歌は君の歌（1992年、東宝） - 天野光蔵
- 首領を殺った男（1994年、東映）
- プロゴルファー織部金次郎2 パーでいいんだ（1994年、東映）
- 第三の極道（1995年、ヒーロー） - 藤堂組若頭 服部烈
- 難波金融伝・ミナミの帝王劇場版partV「甘い罠」（1995年、ケイエスエス） - 奥村

### テレビドラマ
- 新選組血風録（NET / 東映）
  - 第1話「虎徹という名の剣」（1965年） - 池田屋の尊王攘夷派志士
  - 第12話「紅花緒」（1965年） - 深尾源蔵[仮名]
- 新吾十番勝負（1967年、TBS / 松竹テレビ室）- 忍者
- 仮面の忍者 赤影 （KTV / 東映）
  - 第11話「鬼念坊鉄車」（1967年） - 侍
  - 第28話「忍法大怪魚」（1967年） - 村人
- 待っていた用心棒 第7話（1968年、NET / 東映）
- お庭番 第23話・第24話「暗殺（前・後編）」（1968年、NTV / C.A.L）
- 素浪人 月影兵庫（NET / 東映）
  - 第1シリーズ 第1話「浅間は怒っていた」（1965年） - 追手の侍
  - 第2シリーズ 第74話「お山の大将が二人いた」（1968年） - ヤクザ
- 帰って来た用心棒 第27話「都に来た娘」（1969年）
- 妖術武芸帳 第6話「怪異人枯し」（1969年、TBS / 東映）
- 用心棒シリーズ 俺は用心棒 第14話「青葉の中の娘」（1969年、NET / 東映）
- 天を斬る 第19話「幽鬼」（1970年、NET / 東映）
- 燃えよ剣（1970年、NET / 東映）
  - 第9話「京三条 池田屋」 - 北添佶麿（土佐藩士）
  - 第21話「波の入り日」 - 新選組隊士
- 遠山の金さん捕物帳 （NET / 東映）
  - 第1話「待てなかった女」（1970年）
  - 第16話「それを知った女」（1970年）
  - 第62話「蝉しぐれの女」（1971年）
  - 第80話「夢を見た男」（1972年）
  - 第89話「喧嘩を仕組んだ男」（1972年）
  - 第90話「涙を見せなかった女」（1972年）
  - 第124話「水もしたたる男」（1972年） - 乙造
  - 第145話「金さんを殺した女」（1973年）
- 銭形平次 （CX / 東映）
  - 第230話「盗まれた名画」（1970年） - 安藤
  - 第374話「むしけらの魂」（1973年） - 地廻りの男
  - 第396話「母の祈り」（1973年） - 源助
  - 第404話「憎まれっ子」（1974年） - 亀
  - 第451話「あばずれ」（1974年） - 伝次
  - 第452話「晴姿女岡っ引き」（1975年） - 乙造
  - 第500話「愚かな母」（1975年） - 三次
- 柳生十兵衛 第21話『押しかけ花嫁』（1970年、CX / 東映） - 駕籠屋
- 軍兵衛目安箱 第14話「誰も知らない女」（1971年、NET / 東映）
- 徳川おんな絵巻 第44話「復讐の女豹」・第45話「姿なき殺人」（1971年、KTV / 東映） - 弥太蔵
- 忍法かげろう斬り 第8話「姫売り公卿」（1972年、KTV / 東映）
- お祭り銀次捕物帳 第16話「殺し屋が来た」（1972年、CX / 東映）
- 長谷川伸シリーズ 第1話「沓掛時次郎」（1972年、NET / 東映）
- 水戸黄門（TBS / C.A.L）
  - 第1部 第16話「命かけるとき -松江-」（1969年） - 鉄砲隊役人
  - 第2部 第1話「旅立ち -水戸-」（1970年） - 南部藩士
  - 第3部 第17話「二つに別れた黄門主従 -堺-」（1972年） - 地廻り
  - 第4部 第24話「牢破り -石巻-」（1973年） - 囚人
  - 第5部 第13話「浪花女のど根性・大阪」（1974年） - 役人
  - 第6部 第20話「若者の恋 -和歌山-」（1975年） - 野次馬
- 新選組 第16話「誠の旗 伏見へ」（1973年、CX / 東映）
- 地獄の辰捕物控 第22話「千羽鶴に地獄を見た」（1973年、NET / 東映） - 政吉
- 次郎長三国志 第22話（1974年、NET）
- 編笠十兵衛 第2話「切腹」（1974年、CX / 東映）- そば屋の客
- 大岡越前（TBS / C.A.L）
  - 第2部 第2話「悪の決算」（1971年）
  - 第4部
    - 第10話「大江戸無法地帯」（1974年） - 仙八
    - 第15話「ともだち」（1975年）
- Gメン'75（TBS / 東映）
  - 第8話「裸の町」（1975年） - 石井
  - 第20話「背番号3長嶋対Gメン」（1975年） - 渡辺
  - 第47話「終バスの女子高校生殺人事件」（1976年） - 早坂
- 影同心（1975年、MBS / 東映）
  - 第3話「鐘に怨みの殺し節」 - 権次
  - 第18話「濡れた女の殺し節」 - 喜助
- 夜明けの刑事 第42話「夫はポルノに殺された」（1975年、TBS / 大映テレビ）
- 前略おふくろ様（1975年 - 1976年、NTV） - 利夫
- 大都会 闘いの日々 第24話「急行十和田2号」（1976年、NTV / 石原プロ） - 稲田健一
- ホーホケキョ（1977年、CBC） - 斉木犀吉
- 人形佐七捕物帳 （1977年、ANB / 東映） - うらなりの豆六（第1話 - 第23話）
- 太陽にほえろ! 第304話「バスジャックの日」（1978年、NTV / 東宝） - 庄司昭男
- 大河ドラマ（NHK総合)
  - 黄金の日日（1978年） - 杉谷善住坊
  - 山河燃ゆ（1984年） - 川辺庄平
- 新・座頭市（CX / 勝プロ）
  - 第2シリーズ 第5話「歌声が市を斬った」（1978年） - 泥棒
  - 第3シリーズ 第5話「ふたおもて蝶の道行」（1979年） - 三之介
- 土曜ワイド劇場（ANB） 
  - 猫が運んだ新聞（1979年）
  - 月光の死美人（1987年）
- 刑事鉄平（1979年、KTV）
- 不毛地帯（1979年、MBS / 東宝）
- 家族サーカス（1979年、CX）
- やる気満々（1979年、TBS）
- ああ我が家（1980年、HBC）
- あいつと俺（1980年、12ch / 勝プロ） - 峰山凡太郎
- 警視-K（1980年、NTV / 勝プロ） - 尾張一
- 旅がらす事件帖 第2話「明日は何処のみだれ雲」（1980年、KTV / 国際放映） - 久六
- 東芝日曜劇場「お父さんの地下鉄」（1981年、RKB）
- 銀河テレビ小説（NHK総合）
  - 愛さずにはいられない（1980年） - 落合勝利
  - 煙が目にしみる（1981年） - 根本信吾
  - 月なきみ空の天坊一座（1986年） - 旭日齋天坊
- ダウンタウン物語（1981年、NTV） - 伊作牧師
- 茜さんのお弁当（1981年、TBS） - 石塚順次郎
- うちの嫁さんちょっと秘密や（1981年6月7日、MBS）
- お父さんの地下鉄（1981年8月9日、RKB）
- 3年B組貫八先生（1982年、TBS） - 神崎貫八
- ちょっと愛して…（1985年、NTV） - 大谷光一
- 國語元年（1985年、NHK総合）
- 刑事物語'85（1985年、NTV） - 水田武治
- 火曜サスペンス劇場 / 密漁夫婦（1986年、NTV / STV）
- 金曜女のドラマスペシャル / 寝台特急はやぶさの女（1986年、CX） - 亀井刑事
- 親子万才（1987年、TBS） - 星太郎
- 連続テレビ小説 / チョッちゃん（1987年、NHK総合） - 野々村泰輔 ※怪我のため第48話で途中降板。
- A列車でいこう（1987年9月14日、HBC） - 田所
- 傑作時代劇 / 忠臣蔵異聞 生きていた吉良上野介（1987年、ANB / 東映） - 毛利小平太
- スクールガール・セレナーデ 桂華學女小夜曲（1988年、NTV）
- 風よ、鈴鹿へ（1988年、TBS） - 千石清一
- 花嵐の森ふかく（1988年、NTV） 原作：髙樹のぶ子
- 明日-1945年8月8日・長崎（1988年8月9日、NTV） - 水本広
- 花の降る午後（1989年、NHK総合)　原作：宮本輝
- 乱歩賞作家サスペンス / 暗い光 （1989年、KTV / 東映） - 刑事
- ビートたけし殺人事件〜失われた魔人の伝説（1989年、TBS）- 間野良一（トロリー/たけしのかつての相方）
- 東芝日曜劇場 /  海へゆく日（1989年5月7日、HBC）
- 許せ妻たち（1990年 関西テレビ）-小沢喜作
- がんばれジャイアンツIII（1990年7月22日、TBS）
- 月曜ドラマスペシャル / 松本清張作家活動40周年記念・西郷札（1991年、TBS） - 樋村喜右ェ門
- 歴史誕生 / 地球を測った男（1991年、NHK総合） - 伊能忠敬
- 歴史ドキュメント・桜田門外の変（1993年、NHK総合） - 関鉄之介
- 教師夏休み物語（1992年、NTV） - 山口平介
- 新春ミステリースペシャル /  悪女2・サンテミリオン殺人事件（1993年1月4日、CX） - 坂井
- 泣きたい夜もある（1993年、MBS）
- 大忠臣蔵（1994年、TBS） - 原惣右衛門
- 家族A（1994年、TBS） - 高梨美津郎
- ドラマ新銀河 / 魚河岸のプリンセス（1995年、NHK総合） - 種村永吉
- 火曜サスペンス劇場「殺人迷路」（1995年1月、日本テレビ） - 船形吾一

### 舞台
- 振袖御殿（1970年）
- 水族館（1985年）※劇団NLTに客演

### CM
- ニッカウヰスキー (ヒゲのLびん) 1975年
- 日清食品（どん兵衛シリーズ、山城新伍との共演）1976年 - 1990年
- ライオン油脂（現：ライオン）（エメロン石鹸）1977年
- 大正製薬（パブロン顆粒）1978年-1979年
- カシオ計算機（カシオトーン）
- 太田胃散（太田漢方胃腸薬）
- 資生堂（資生堂化粧品デー）
- 大塚製薬（サラリンソフト）
- コクヨ（ロングランデスク）
- ユニベール（求人会社）

## ディスコグラフィ

### シングル
| #                          | 発売日               | A/B面                | タイトル                 | 作詞                 | 作曲                 | 編曲                 | 規格品番             |
| キャニオン・レコード       | キャニオン・レコード | キャニオン・レコード | キャニオン・レコード     | キャニオン・レコード | キャニオン・レコード | キャニオン・レコード | キャニオン・レコード |
| -------------------------- | -------------------- | -------------------- | ------------------------ | -------------------- | -------------------- | -------------------- | -------------------- |
| 1                          | 1976年 3月25日       | A面                  | 殺られ節                 | 深作欣二             | 平尾昌晃             | 小谷充               | A-304                |
| 1                          | 1976年 3月25日       | B面                  | 昭和の子守唄             | 荒木一郎             | 平尾昌晃             | 小谷充               | A-304                |
| 2                          | 1976年 8月           | A面                  | 負犬の唄                 | 荒木一郎             | 平尾昌晃             | 竜崎孝路             | C-14                 |
| 2                          | 1976年 8月           | B面                  | 拓ヤンのブルース         | 深作欣二             | 不詳                 | 川上了               | C-14                 |
| ポリドール・レコード       |                      |                      |                          |                      |                      |                      |                      |
| 3                          | 1977年 9月           | A面                  | 人生しみじみジャイアンツ | 大河史               | 市川昭介             | 小杉仁三             | DR-6145              |
| 3                          | 1977年 9月           | B面                  | 泣くんじゃない           | 石原信一             | 市川昭介             | 小杉仁三             | DR-6145              |
| 4                          | 1977年 10月          | A面                  | 地下鉄のジジ             | 福田一三             | 森田公一             | 山木幸三郎           | DR-6161              |
| 4                          | 1977年 10月          | B面                  | 無宿                     | はるかあきと         | かとうなるき         | 小杉仁三             | DR-6161              |
| 5                          | 1978年 10月          | A面                  | 何年ぶり                 | 阿久悠               | 竜崎孝路             | 竜崎孝路             | DR-6259              |
| 5                          | 1978年 10月          | B面                  | 別れ道                   | はぞのなな           | 三佳令二             | 竜崎孝路             | DR-6259              |
| ジャパンレコード           |                      |                      |                          |                      |                      |                      |                      |
| 6                          | 1982年 5月           | A面                  | だけど泣かないさ         | 小室等               | 吉田拓郎             | 馬飼野康二           | JAS-2029             |
| 6                          | 1982年 5月           | B面                  | 少しむなしくて           | 小室等               | 吉田拓郎             | 馬飼野康二           | JAS-2029             |
| テイチクレコード           |                      |                      |                          |                      |                      |                      |                      |
| 7                          | 1987年 10月21日      | A面                  | 筆不精                   | 高田ひろお           | 杉本真人             | 神山純一             | RE-786               |
| 7                          | 1987年 10月21日      | B面                  | 俺                       | 高田ひろお           | 杉本真人             | 神山純一             | RE-786               |
| ビクターエンタテインメント |                      |                      |                          |                      |                      |                      |                      |
| 8                          | 1994年 2月23日       | 01                   | かにさん かにさん        | さくら七人           | 桜田誠一             | 梅垣達志             | VIDG-10023           |
| 8                          | 1994年 2月23日       | 02                   | 北へ…                    | 新條カオル           | 桜田誠一             | 梅垣達志             | VIDG-10023           |

### アルバム

#### オリジナルアルバム
| 発売日               | 規格               | 規格品番           | アルバム |
| キャニオンレコード   | キャニオンレコード | キャニオンレコード | キャニオンレコード |
| -------------------- | ------------------ | ------------------ | --- |
| 1976年               | LP                 | AF-6002            | 殺られの美学 ※ プロデュース：深作欣二 Side:A 1. 殺られ節 2. さすらい 3. 知床旅情 4. ふるさと 5. 赤色エナジー 6. 拓ヤンのブルース Side:B 1. 負犬の唄 2. 赤とんぼ 3. 叱られて 4. 夕やけ小やけ 5. 七つの子 6. 昭和の子守唄          |
| ポリドール・レコード |                    |                    | |
| 1977年               | LP                 | MR-3081            | 憂き世やのう Side:A 1. なあヨメはん 2. 恋歌 3. 女たちのブルース 4. 泣くんじゃない 5. 人生しみじみジャイアンツ 6. 無宿 Side:B 1. 南市場通り2100 2. ちんぴらブルース 3. 地下鉄のジジ 4. おせっかいブギ 5. 夜光る男 6. 夕焼けカポネ |
| 1978年               | LP                 | MR-3148            | 拓三 演歌 |
| ジャパンレコード     |                    |                    | |
| 1982年               | LP                 | JAL-23             | だけど泣かないさ Side:A 1. 庭の木 2. 古いスクリーンの片隅には 3. 天国行きの列車 4. だけど泣かないさ 5. おてんとう様嫌い Side:B 1. 踊りませんか 2. 少しむなしくて 3. さよならバイバイ 4. 街に悲しみの歌流れ 5. 水たまり           |

#### オムニバス・アルバム
- 必殺シリーズオリジナル･サウンドトラック全集8 必殺からくり人/必殺からくり人血風編（1996年4月5日、KICA-3008）-　「負け犬の唄」収録。
- ピラニア軍団《ニューロックの夜明け　番外編＊三上寛の仕事》（1999年6月25日、キングレコード、PCD-1492）
- R40'S SURE THINGS!! 本命あこがれの男たち ～孤高のダンディズム～（2012年9月5日、ジャパンレコード、TKCA-73817）-　「だけど泣かないさ」収録。

### タイアップ曲
| 年     | 楽曲              | タイアップ                                               |
| ------ | ----------------- | -------------------------------------------------------- |
| 1976年 | 負犬の唄          | テレビ朝日系テレビドラマ「必殺からくり人」主題歌         |
| 1976年 | 負犬の唄          | テレビ朝日系テレビドラマ「必殺からくり人・血風編」主題歌 |
| 1982年 | だけど泣かないさ  | TBS系テレビドラマ「3年B組貫八先生」主題歌                |
| 1994年 | かにさん かにさん | NHK「みんなのうた」挿入歌                                |

## 関連出版
- 殺られてたまるか ピラニアの唄（いんなぁとりっぷ社、1977年）、室田日出男と共著
- ひらがな人生―役者として男として（廣済堂出版、1981年）、著書
- もめん家族―わくわく子育て（企画社ラー・ブックス、1985年）、仁科克子（夫人）著
- 3000回殺された男―拓ボンの体当たり映画人生（サンマーク出版、1991年9月）、著書
- ガン死の夫へ―妻の弔辞 かんにんな…（光文社、1996年4月）、仁科克子著
- 人と契らば濃く契れ―川谷拓三と僕（葦書房、2000年9月）根本順善。友人の回想
- 狂気のなかにいた役者 川谷拓三伝（映人社、2011年5月）奥薗守。近親者による伝記

## 演じた俳優
- 美木良介 - ドラマ『もめん家族』。1986年、東海テレビ系昼ドラマ。原作は上記の『もめん家族－わくわく子育て』。妻・克子は山口いづみが演じた。
- 平田満 - スペシャルドラマ『かんにんな…川谷拓三と家族が歩んだ愛と涙の200日』。1996年、朝日放送・MMJ。原作は上記の『かんにんな ガン死の夫へ－妻の弔辞』。妻・克子はかたせ梨乃が演じた。